# ماري هنريكس
ماري هنريكس (بالدنماركية: Marie Henriques)‏ هي رسامة دنماركية، ولدت في 26 يونيو 1866 في Klampenborg ‏ في الدنمارك، وتوفيت في 12 يناير 1944 في هيليسينكور في الدنمارك.